# Joana Rios
Joana Rios (Lisboa, 7 de Maio de 1976) é uma cantora e compositora portuguesa de Fado. “(...) fugindo ao Fado fugia de mim (...)”
Esta frase do célebre fado “Que Deus me perdoe”, resume o percurso artístico de Joana Rios que nasceu em Lisboa e começou a cantar profissionalmente aos 16 anos.
A primeira vez que cantou Fado foi aos 19 anos para o grande Fernando Maurício que a incitou a perseguir uma carreira como fadista, no entanto, os estudos musicais levaram-na a percorrer vários géneros que fizeram parte da sua formação; da música clássica ao Jazz, passando pela composição, Joana Rios teve um percurso ecléctico até regressar ao fado.
Foi pela mão do mestre da guitarra portuguesa, António Parreira, que finalmente se deu esse reencontro que marcou definitivamente a sua carreira. Neste momento é a fadista residente do “Páteo Alfacinha”. 

## Discografia
- 2016 - Fado de Cada Um
- 2009- 3 Desejos
- 2007- Universos Paralelos
- 2005- Joana Rios canta Ella Fitzgerald